# Rhamphidarpina petigaxi
Rhamphidarpina petigaxi är en mångfotingart som först beskrevs av Filippo Silvestri 1907.  Rhamphidarpina petigaxi ingår i släktet Rhamphidarpina och familjen Odontopygidae. Inga underarter finns listade i Catalogue of Life.